# 皇家師姐IV直擊証人
《皇家師姐IV直擊證人》（英語：In the Line of Duty 4）是一部於1989年上映的香港電影，由袁和平擔任導演兼武術指導，以及由楊麗青、甄子丹、袁日初和王敏德擔任領銜主演；此電影為《皇家師姐系列》中的第四部。
此電影首先在西雅图取景拍攝，其後在香港取景拍攝。
由於配角廖啟智因患癌病逝，奇妙電視安排在2021年4月4日晚上9時正於香港開電視並以《永遠懷念廖啟智：皇家師姐IV直擊証人》的節目標題名義播出此電影。

## 劇情內容
香港警察楊麗青（楊麗菁）與美國警察Donnie（甄子丹），於西雅圖聯手調查一宗犯毒案，並追捕疑犯六仔（袁日初飾）至香港。

## 演員表
- 楊麗青 飾 楊麗青 （粵語配音：沈小蘭）
- 甄子丹 飾 Donnie（粵語配音：朱子聰）
- 袁日初 飾 陸雲庭(六仔) （粵語配音：林保全）
- 王敏德 飾 Michael （粵語配音：陳欣）
- 廖啟智 飾 天九明 （粵語配音：陳永信）
- 袁信義 (粵語配音：陳永信）
- 焦姣 飾 陸母 （粵語配音：盧素娟）
- 郭政鴻 飾 天九明債主手下
- 曹榮 飾 天九明債主手下/CIA黑警

## 外部連結
- 香港影庫上《皇家師姐IV直擊証人》的資料（繁體中文）
- 開眼電影網上《皇家師姐IV直擊証人》的資料（繁體中文）
- 豆瓣电影上《皇家師姐IV直擊証人》的資料 （简体中文）
- 时光网上《皇家師姐IV直擊証人》的資料（简体中文）
- AllMovie上《皇家師姐IV直擊証人》的资料（英文）
- 爛番茄上《皇家師姐IV直擊証人》的資料（英文）
- 爛番茄上《皇家師姐IV直擊証人》的資料（英文）
- 互联网电影数据库（IMDb）上《皇家師姐IV直擊証人》的资料（英文）